# Paul von Jankó
Paul von Jankó (Tata, Hongria, 2 de juny de 1865 - Constantinoble, Turquia, 17 de març de 1919) fou músic i el constructor del primer piano cromàtic.
Estudià en el Conservatori de Viena i el 1882 inventà un nou sistema de teclat per a piano que pot considerar-se com un perfeccionament del teclat cromàtic ideat per Henry Joseph Vincent. Es compon de sis fileres de tecles superposables i formant un pla inclinat, però no representant més que una sola escala cromàtica, ja que la de les quatre fileres superiors no són més que simples reproduccions de les dues inferiors, de forma que cada martell correspon a tres tecles.
L'avantatge principal del sistema de Jankó és que redueix en ²/⁷ l'extensió de la vuitena sobre la dels pianos ordinaris, cosa que, en facilitar l'execució, permet difícils efectes d'assolir amb el sistema antic.
Molts pianistes adoptaren el teclat de Jankó, el 1905 es fundà a Viena una associació per a divulgar-lo i el 1906 el Conservatori Scharwenka de Berlín obrí classes especials per l'ensenyança d'aquest instrument. L'invent de Jankó, fou rebut amb entusiasme al principi, però fou oblidat amb molt poc temps i avui resta del tot oblidat.
El seu autor el va descriure a Eine Neue Klaviatur (1886) i a Materialen für die Klaviatur (Múnic, 1905).